# Henry Burk

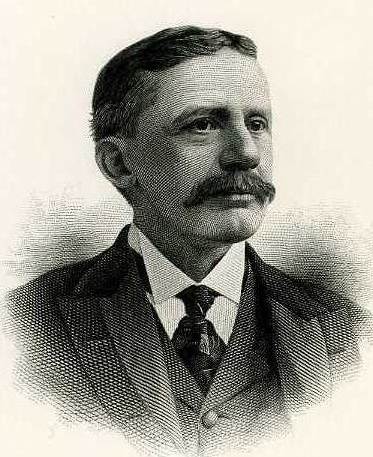
Henry Burk

Henry Burk (* 26. September 1850 in Knittlingen, Württemberg; † 5. Dezember 1903 in Philadelphia, Pennsylvania) war ein US-amerikanischer Politiker deutscher Herkunft. Zwischen 1901 und 1903 vertrat er den Bundesstaat Pennsylvania im US-Repräsentantenhaus.

## Werdegang
Bereits im Jahr 1854 kam Henry Burk mit seinen Eltern aus seiner deutschen Heimat nach Philadelphia, wo er drei Jahre lang die öffentlichen Schulen besuchte. Danach stieg er in das Schuhmachergewerbe ein. Er entwickelte sich zu einem Spezialisten für die 
Herstellung und Reparatur von den in diesem Beruf benötigten Maschinen. Später handelte er mit Ersatzteilen für diese Maschinen. Außerdem stellte er Lederwaren her. Im Jahr 1877 erfand er ein neues Verfahren, das diesen Industriezweig revolutionierte. 1895 wurde Burk Präsident der nationalen Handwerkervereinigung (Manufacturer’s National Association). Politisch schloss er sich der Republikanischen Partei an.
Bei den Kongresswahlen des Jahres 1900 wurde Burk im zweiten Wahlbezirk von Pennsylvania in das US-Repräsentantenhaus in Washington, D.C. gewählt, wo er am 4. März 1901 die Nachfolge des Demokraten William McAleer antrat. Nach einer Wiederwahl konnte er bis zu seinem Tod am 5. Dezember 1903 im Kongress verbleiben.